# ペリメーデース
ペリメーデース（古希: Περιμήδης, Perimēdēs）は、ギリシア神話の人物である。長音を省略してペリメデスとも表記される。主に、
- ケンタウロスの1人
- エウリュステウスの子
- トロイア人

などが知られている。以下に説明する。

## ケンタウロスの1人
このペリメーデースは、ケンタウロスの1人である。ペウケウスの息子で、ドリュアロスと兄弟。彼ら兄弟はペイリトオスとヒッポダメイアの結婚式に出席し、ラピテース族と戦った。

## エウリュステウスの子
このペリメーデースは、ミュケーナイの王エウリュステウスとアンティマケーの子で、アレクサンドロス、イーピメドーン、エウリュビオス、メントール、アドメーテーと兄弟。ヘーラクレースの死後に起きたエウリュステウスとヘーラクレイダイとの戦いで、エウリュステウスや他の兄弟とともに戦死した。

## トロイア人
このペリメーデースは、トローアス地方の都市クリューサのアポローン・スミンテウスの聖域の近隣に住んでいたトロイア人である。トロイア戦争でギリシア人と戦ったが、ケストロス、パレーロス、ペリラーオス、メドーンの子メナルケースとともにネオプトレモスに討たれた。

## その他の人物
- トロイア戦争に参加したポーキス地方の武将スケディオスの父[6]。
- オデュッセウスの部下の1人[7][8][9]。
- サメー島出身のペーネロペーの求婚者の1人[10]。